# Болије на Лоари
Болије на Лоари (фр. Beaulieu-sur-Loire), у преводу „лепо место на Лоари“, је насеље и општина у централној Француској у региону Центар (регион), у департману Лоаре која припада префектури Монтаржи.
По подацима из 2011. године у општини је живело 1794 становника, а густина насељености је износила 36,74 становника/km². Општина се простире на површини од 48,83 km². Налази се на средњој надморској висини од 160 метара (максималној 260 m, а минималној 130 m).

## Демографија
| 1962. | 1968. | 1975. | 1982. | 1990. | 1999. | 2011. |
| ----- | ----- | ----- | ----- | ----- | ----- | ----- |
| 1.456 | 1.538 | 1.525 | 1.502 | 1.644 | 1.693 | 1.794 |

График промене броја становника у току последњих година